# 延斯·朗格内克
延斯·朗格内克（Jens Langeneke）是德國的一位足球運動員。在城市司職後衛。他現在效力于德甲球隊杜塞爾多夫。

## 外部連結
- Jens Langeneke at transfermarkt.de （德文）
- fussballdaten.de：Jens Langeneke之統計數據 （德文）